# Cratere Gerunda
Gerunda è un cratere sulla superficie di 21 Lutetia.